# Paul Meierhans
Paul Ulrich Meierhans (* 30. August 1895 in Tägerig; † 17. März 1976 in Zürich) war ein Schweizer Journalist und Politiker (SP).
Meierhans erlangte 1915 am Seminar Wettingen das Lehrerpatent und wurde Lehrer in Vordemwald. Danach studierte er Volkswirtschaftslehre an der Universität Zürich, wo er 1921 promoviert wurde (Dissertation «Zur Steuerpolitik der Schweizerischen Sozialdemokratie»). Nach Berufstätigkeiten in der öffentlichen Verwaltung wurde er Journalist. 1943 wurde er Chefredaktor des Volksrechts. Von 1945 bis 1951 war er Mitglied des Verwaltungsrates der Schweizerischen Depeschenagentur.
Von 1935 bis 1950 war Meierhans im Nationalrat, von 1950 bis 1963 im Zürcher Regierungsrat, wo er als Vorsteher der Baudirektion beim Bau des Flughafens Zürich-Kloten sowie der ersten Autobahnen federführend war. Er verteidigte den Bau des Kraftwerks Rheinau und des ersten Atomkraftwerks der Schweiz, Beznau I.
Meierhans war ab 1923 verheiratet mit Marie Margrita Frank. Er war ein Cousin von Gottlieb Duttweiler.
Er fand auf dem Friedhof Manegg seine letzte Ruhestätte.